# Tärkma
Tärkma est un village de la commune de Emmaste du Comté de Hiiu en Estonie.
Au 31 décembre 2011, il compte 21 habitants.